# جان نایت
جان نایت (انگلیسی: John S. Knight؛ ۲۶ اکتبر ۱۸۹۴ – ۱۶ ژوئن ۱۹۸۱) کارآفرین، ویراستار و روزنامه‌نگار اهل ایالات متحده آمریکا بود، که در سال ۱۹۷۴ شرکت نایت رایدر را تأسیس کرد.